# Igaci Futebol Clube
O Igaci Futebol Clube (acrónimo: IFC) é um clube esportivo brasileiro sediado em Igaci, no estado de Alagoas. Fundado em 10 de fevereiro de 2001, conquistou a segunda divisão estadual em 2006.
Garantiu o acesso e disputou a primeira divisão estadual entre 2007 até 2010, quando desistiu da competição. Desde então, ficou 14 anos afastado das competições profissionais e chegou a se fundir com o FF Sport em 2016. 
Retomou as atividades em 2024 para disputar a Segunda Divisão alagoana, onde terminou como campeão e promovido à Primeira Divisão em 2025, mas desistiu desta última alegando problemas financeiros. É popularmente conhecido como a Raposa do Agreste.
Manda seus jogos no Estádio Zequinha Barbosa, que possui capacidade para 3 mil lugares. As cores do clube são azul, vermelho e branco.

## Títulos
- Campeonato Alagoano - Segunda Divisão: 2006[2] e 2024